# Neobidessus woodruffi
Neobidessus woodruffi är en skalbaggsart som beskrevs av Young 1981. Neobidessus woodruffi ingår i släktet Neobidessus och familjen dykare. Inga underarter finns listade i Catalogue of Life.